# Giacomo Fornoni
Giacomo Fornoni (Gromo, 1939. december 26. – Rogeno, 2016. szeptember 26.) olimpiai bajnok olasz kerékpárversenyző.

## Pályafutása
Az 1960-as római olimpián 100 km-es csapatversenyben aranyérmet nyert Livio Trapè-val, Antonio Bailettivel és Ottavio Cogliatival.

## Sikerei, díjai
- Olimpiai játékok – országúti csapatverseny
  - aranyérmes: 1960, Róma